# Католицизм в Англии и Уэльсе

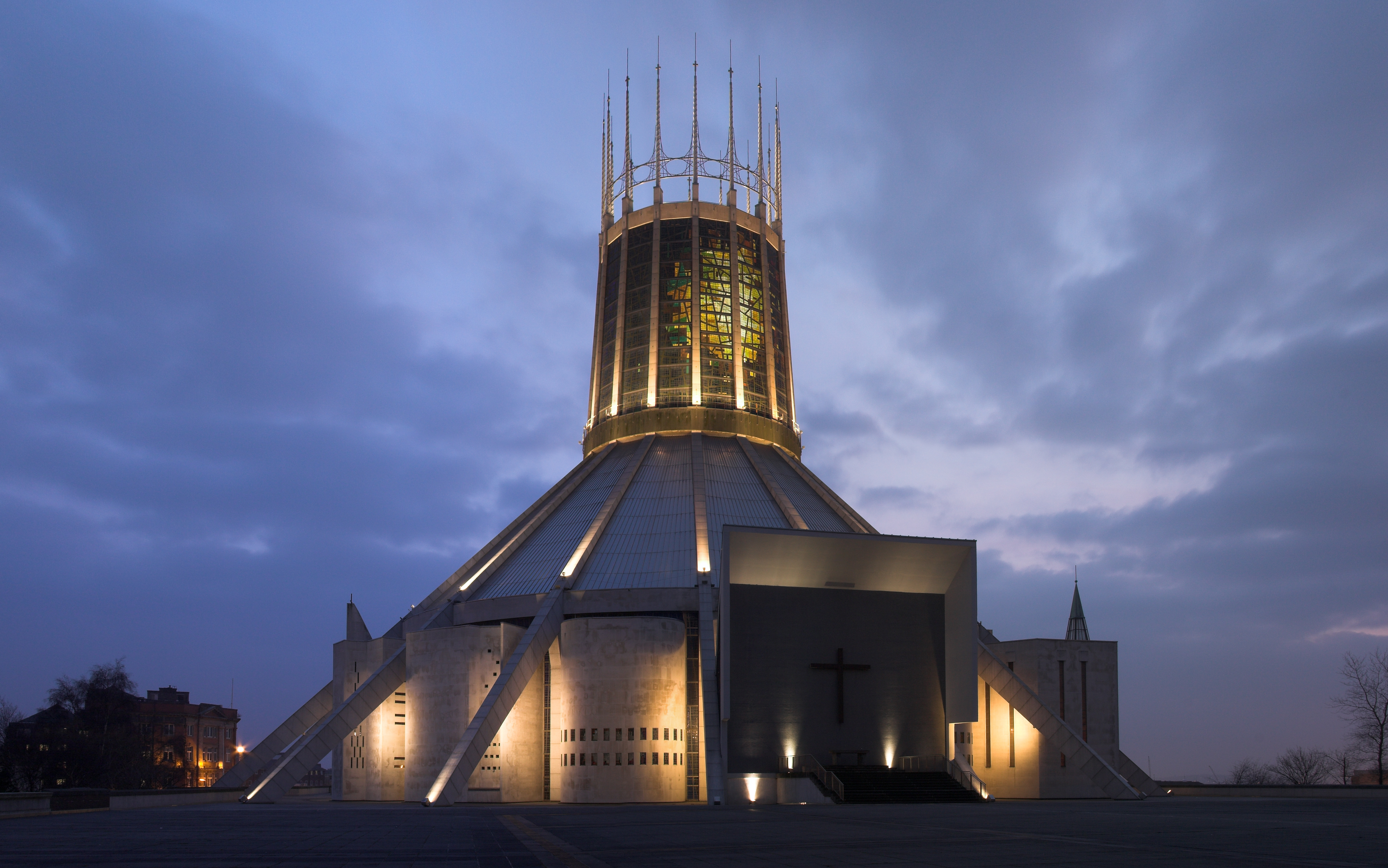
Собор Христа Царя, Ливерпуль, Великобритания

Католическая Церковь в Англии и Уэльсе является частью всемирной римско-католической церкви, находится в подчинении папе римскому (в настоящий момент Льву XIV).

## История
Христианство появилось на территории Англии и Уэльса в первом веке нашей эры. В 597 году по распоряжению папы Григория I Великого в Королевство Кент прибыла первая официальная апостольская миссия, которая установила связи с Римом. В 598 году Августин Кентерберийский, монах-бенедиктинец, стал первым католическим Архиепископом Кентерберийским.
В 1534 году по инициативе короля Генриха VIII была проведена 
Реформация церкви, в результате которой католическая церковь Англии отделилась от всемирной католической церкви и образовала новую Церковь Англии во главе которой встал король. Во время правления сына Генриха VIII, Эдуарда VI, церковь Англии начала все более подвергаться влиянию Протестантизма. После смерти молодого короля, к власти пришла его сестра, Королева Мария I, воспитанная на традициях католицизма, она вернула церковь Англии в лоно всемирной католической церкви в 1555 году. Однако период воссоединения продлился недолго, так как следующая королева Англии, Елизавета I, разорвала связь церкви Англии и Рима. 
В первое десятилетие правления Елизаветы католики оказывали ей лишь пассивное сопротивление. Поворотным моментом стало Северное восстание 1569 года. После его подавления римский папа Пий V 25 февраля 1570 года издал буллу под названием «Regnans in Excelsis», в которой объявлял «Елизавету, мнимую королеву Англии и служительницу преступления» отлучённой от церкви и еретиком, освободив всех её подданных от любой верности ей. Католикам, подчинявшимся ее приказам, также угрожали отлучением от церкви. Эта булла послужила предлогом для принятия репрессивных мер против католиков, которые вели борьбу против Елизаветы, не раз выражавшуюся в форме заговоров (заговор Бабингтона, заговор Ридольфи).
Наследник Елизаветы Яков I привлекал католиков на важные государственные должности, требуя лишь, чтобы они внешне были лояльны к церкви Англии. В первые десятилетия XVII века в Англии численность католиков увеличивалась, они превращались в энергичное религиозное меньшинство. 
В целом Католическая церковь сохранила своё присутствие в Англии и Уэльсе, но фактически ушла в подполье вплоть до 1829 года, когда был принят Билль об эмансипации католиков, который значительно ослабил или вовсе отменил многие ограничения, наложенные на католическую церковь в Англии. Папа римский Пий IX восстановил католическую иерархию в Англии и Уэльсе в 1850 году, и основал 13 новых диоцезов вместо викарных областей, существовавших ранее.

## Состояние дел в настоящий момент
В настоящий момент на территории Англии и Уэльса существует пять провинций: Бирмингема, Кардиффа, Ливерпуля и Саутворка, включающие 22 диоцеза, и экзархат греко-католической церкви Украины в Великобритании. В соответствии с последней переписью населения (2001 год) 4.2 млн человек определяют себя как католики, что соответствует 8 % всего населения Великобритании. Интересно, что в 1901 году процент католиков в стране был всего 4,8 %, а при переписи 1981 года был зафиксирован максимум — 8,7 %. По оценкам на 2009 год, в Англии и Уэльсе насчитывается около 5.2 млн католиков, что составляет 9,6 % населения. Самый большой процент горожан, исповедующих католицизм, 46 %, зафиксирован в Ливерпуле. Это объясняется тем, что именно там сконцентрировалась католическая община Великобритании в период гонений.
В настоящее время развитие католической общины Великобритании связано прежде всего с интеллектуальной элитой страны и выходцами из Ирландии, где традиция католической церкви не прерывалась. Число прихожан остаётся на высоком уровне, в противоположность положению в англиканской и протестантской церквях. Количество молодых людей, избирающих карьеру священника также велико, по сравнению с другими ведущими христианскими деноминациями Великобритании.

### Переход в католицизм
В течение всей истории сосуществования католической и англиканской церквей зафиксировано множество случаев перехода из англиканской в католическую церковь, в частности:
- кардинал Джон Ньюмен — основоположник Оксфордского движения, члены которого подчеркивали преемственность англиканства по отношению к Апостольской церкви. 19 сентября 2010 года во время своего визита в Великобританию папа римский Бенедикт XVI причислил кардинала Ньюмена к лику блаженных[4];
- кардинал Генри Мэннинг — англиканский священник, позднее архиепископ Вестминстера (1865—1862);
- Честертон, Гилберт Кит — известный английский писатель, христианский мыслитель; принял католичество в 1922 году;
- Во, Ивлин — английский писатель, стал католиком в 1930 году;
- Блэр, Тони — премьер-министр Великобритании (1997—2007), ушел в отставку и официально перешел в католицизм в 2007 году;[5];
- Пирс Пол Рид — британский писатель;
- Екатерина, герцогиня Кентская — жена герцога Кентского, приняла католичество в 1994 году с позволения королевы Елизаветы II[6]. Первая с конца XVIII века представительница английской аристократической фамилии, принявшая католицизм;
- Лорд Николас Виндзор — младший сын герцога Кентского, праправнук Георга V.

в соответствии с Актом о Престолонаследии 1701 года члены королевской семьи, исповедующие католицизм, лишаются права престолонаследия
В 2009 году объявлено о переходе группы англиканских епископов вместе со своими прихожанами в католицизм, с правом сохранения англиканской формы службы, а также правом женатых священников сохранить сан (католические священники не имеют права жениться, принимая обет целибата). В связи со сложившейся ситуации массового перехода англикан в Католическую Церковь Римский папа Бенедикт XVI издал 4 ноября 2009 года специальную апостольскую конституцию «Anglicanorum Coetibus», которая установила канонические и административные условия перехода. Переход связан с интенсивной либерализацией англиканской церкви, которая одобряет рукоположение открытых гомосексуалистов, женщин, а также благословляет однополые браки, неприемлемые для консервативно-направленных англикан.
15 января 2011 года Конгрегация доктрины веры учредила для бывших англикан, перешедших в католицизм и проживающих в Англии и Уэльсе, Персональный Ординариат Уолшинхемской Девы Марии.

### Польская эмиграция
Впервые поляки-католики начали переезжать в Великобританию в XIX веке. После окончания Второй мировой войны около 250 000 поляков переехали жить в Англию и влились в местные католические общины. С 1948 года на территории Англии существует специальная польская католическая миссия, которая на 2004 год насчитывает 219 приходов и 114 священников. Польская миссия подчиняется конференции католических епископов Польши. В 2007 году архиепископ Вестминстера кардинал Кормак Мёрфи О’Коннор высказал опасения, что «польская община отделяется от католической церкви Англии», и озвучил надежду на то, что «глава польской миссии и сами поляки поймут, что нужно вливаться в местные католические общины, как только они освоили язык».

### Отношения с Англиканской Церковью
Несмотря на массовые случаи перехода англикан в католицизм, конфессии поддерживают прекрасные отношения и находятся в постоянном экуменистическом диалоге.

## Иерархия церкви
Католические епископы Англии и Уэльса объединены в организацию — Конференция католических епископов Англии и Уэльса. Председателем конференции обычно избирают архиепископа Вестминстера, поэтому архиепископа Вестминстера называют также примасом католической церкви Англии и Уэльса, хотя этот термин юридически не корректен, так как примасом Англии официально называют англиканского архиепископа Кентерберийского. Несмотря на то, должность председателя конференции выборная, исторически сложилось, что архиепископ Вестминстера имеет некоторые привилегии, так как до образования митрополий Ливерпуля и Бирмингема в 1911 году, Вестминстер был единственной католической митрополией в Англии и Уэльсе. Кроме того, исторически сложилось, что именно архиепископов Вестминстера производят в кардиналы. Архиепископы Вестминстера считаются продолжателями до-реформационной линии католических архиепископов Кентерберийских. В настоящий момент место 11-го архиепископа Вестминстера занимает Винсент Николс.